# Кара Юрій Вікторович
Юрій Вікторович Ка́ра (12 листопада 1954, Сталіно, Українська РСР — 16 липня 2025, Ялта, АР Крим) — російський кінорежисер, сценарист і продюсер українського походження.

## Життєпис
Після закінчення фізико-математичної школи № 17 в Донецьку в 1972 р. вступив до Московського інституту сталі і сплавів (фізико-хімічний факультет). У 1978 закінчив МІСіС за фахом «фізика металів». Під час навчання був керівником інститутського вокально-інструментального ансамблю.
У 1982 році вступив до ВДІКу (майстерня С. Герасимова і Т. Макарової), який закінчив у 1987 р. Успіх принесла йому дипломна робота у ВДІКу — фільм-драма «Завтра була війна».

## Громадська діяльність
У березні 2014 року підписав листа на підтримку політики президента Росії Володимира Путіна щодо російської військової інтервенції в Україну.
У 2022 році підписав лист із підтримкою вторгнення Росії в Україну. У травні 2022 року Латвія заборонила йому в'їзд у країну через підтримку вторгнення та виправдання російської агресії.
Визнаний Міністерством культури України як особа, дії якої створюють загрозу національній безпеці України.

## Cмерть
Раптово помер 16 липня 2025 році на 70-му році життя у Ялті.

## Фільмографія
| Рік  | Українська назва                         | Оригінальна назва                    | Тип        | Режисер               | Продюсер   | Сценарист  | Актор      |
| ---- | ---------------------------------------- | ------------------------------------ | ---------- | --------------------- | ---------- | ---------- | ---------- |
| 2017 | «Головний»                               | Главный                              | Художній   | Green tick            |            |            | Green tick |
| 2016 | «Гамлет. XXI століття»                   | Гамлет. XXI век                      | Художній   | Green tick            |            |            |            |
| 2007 | «Репортери»                              | Репортёры                            | Мінісеріал | Green tick            |            |            | Green tick |
| 2007 | «Корольов»                               | Королёв                              | Художній   | Green tick            | Green tick | Green tick |            |
| 2005 | «Зірка епохи»                            | Звезда эпохи                         | Телесеріал | Green tick            | Green tick | Green tick |            |
| 2001 | «Я - лялька»                             | Я — кукла                            | Художній   | Green tick            | Green tick | Green tick |            |
| 2001 | «Цікаві чоловіки»                        | Интересные мужчины                   | Художній   | Green tick            | Green tick | Green tick |            |
| 1994 | «Єралаш»                                 | Ералаш                               | Художній   | (№ 103, № 104, № 106) |            |            |            |
| 1994 | «Майстер і Маргарита»                    | Мастер и Маргарита                   | Художній   | Green tick            | Green tick |            |            |
| 1989 | «Бенкети Валтасара, або Ніч зі Сталіним» | Пиры Валтасара, или Ночь со Сталиным | Художній   | Green tick            |            |            | Green tick |
| 1988 | «Злодії в законі»                        | Воры в законе                        | Художній   | Green tick            | Green tick |            |            |
| 1987 | «Завтра була війна»                      | Завтра была война                    | Художній   | Green tick            |            |            |            |
| 1985 | «Двоє на лавці»                          | Двое на скамейке                     | Художній   | Green tick            |            |            |            |